# Tadalafil
A tadalafil egy szájon át alkalmazható gyógyszerhatóanyag a merevedési zavar (potenciazavar) kezelésére. Eredetileg az ICOS biotechnológiai vállalat fejlesztette ki, és a Lilly ICOS, LLC közös vállalata kezdett el forgalmazni, az ICOS Corporation és Eli Lilly and Company.
A tadalafilt 5, 10, és 20 mg-os hatáserősségű filmtabletta formájában  forgalmazzák. A Food and Drug Administration 2003 decemberében engedélyezte a készítményt az USA-ban. A maga 36-48 órás hatóidejével okkal érdemelte ki a "The Weekend Pill" becenevet.

## Története
A tadalafilt a Glaxo, az ICOS társvállalata, a Glaxo Wellcome (jelenleg GlaxoSmithKline) kezdte el fejleszteni 1991 augusztusában.
1993-ban már a Bothell, Washington, biotechnológiai vállalat és az ICOS Corporation tanulmányozta a (compound IC351) 5. típusú foszfodieszteráz inhibitor (PDE5) enzim fehérjéket. A Pfizer tudósai 1994-ben felfedezték, hogy a szildenafil-citrát, azaz a Viagra hatóanyaga, ami szintén PDE5 inhibitor, segíthet a potenciazavar megszüntetésében.
Bár az ICOS tudósai nem folytattak olyan összetett kísérleteket, mint a Pfizer kutatói, az IC351 vizsgálatokban, rájöttek a vegyületben rejlő lehetőségekre, mellyel hatékonyan kezelhetik a merevedési zavar betegségeket. 1994-ben az ICOS már sikeresen szabadalmaztatta a tadalafilt.
Az első klinikai kísérletek 1995-ben kezdődtek meg, 1997-ben már a 2. fázis klinikai teszteknél tartottak, ezekben a kísérletekben a potencia növelő hatását vizsgálták, majd a 3. fázisban tovább folytatódott a szer vizsgálata, amely végül sikerrel zárult.
1998-ban az ICOS Corporation és az Eli Lilly and Company közös vállalat kérelmezte az FDA-t, hogy engedélyezze a gyógyszer forgalomba hozatalát, Cialis márkanévvel.
2002 májusában a Lilly ICOS bejelentette, hogy az Amerikai Urológiai Szövetség szakvizsgálatai hivatalosan is kimutatták, hogy a cialis hatékonysága kielégítő, amely potencia fokozó hatás, 36-48 órán keresztül is tarthat. 
2007-ben az Eli Lilly and Company kivásárolta a ICOS Corporation-t 2,3 milliárd dollárért, ennek eredményeképpen az Eli Lilly kizárólagos tulajdonosává vált a Cialis márkanéven kiadott terméknek.

## Hatásmechanizmusa
A szildenafil, vardenafil, és a tadalafil között nincsenek nagy különbségek, mindegyik hatóanyag egy PDE5 gátló inhibitor, a leglényegesebb farmakológiai különbség a felezési idejük hosszában van. A tadalafilé 17,5 óra, míg a szildenafilé és a vardenafilé 4-5 óra.
A pénisz erekciója a szexuális stimuláció által okozott megnövekedett véráramlásnak tudható be. A simaizomszövet ellazulása hozza létre a hímvesszőben a vérrel telítődést. Ezért a folyamatért a nitrogén-monoxid (NO) vegyület a felelős, amely a pénisz szivacsos szövetállományaiban a guanilát-cikláz enzim kibocsátását eredményezi. Ennek az enzimnek a hatására, ciklikus guanozin-monofoszfát (cGMP) keletkezik, amely ellazítja a pénisz izomszöveteit, és megnöveli a véráramlást a pénisz szöveteibe, ezáltal merev állapotba kerül a hímvessző.
A CGMP-t egy 5. típusú (PDE5) foszfodiészteráz enzim bontja le, ennek az enzimnek a gátlása növeli a cGMP szintet a pénisz szöveteiben, amely a keménységért felelős.
A tadalafil PDE5 gátló vegyület, amely megakadályozza a lebontó enzim működését. Mivel az erekciót a szexuális stimuláció indítja be a helyi nitrogén oxid (NO) kibocsátással, ezért a tadalafil csak a szexuális ingerek hatására lép működésbe.
Az ajánlott kezdő adag a legtöbb ember számára 10 mg, szükség szerint az adagot lehet növelni 20 mg-ra, vagy csökkenteni 5 mg-ra, egyéni érzékenység szerint. 
2007 júniusában az Európai Bizottság jóváhagyta az alacsony dózisú (2,5 mg-os és 5 mg) tadalafil napi terápiás alkalmazását is.

## EPAR összefoglaló
A tadalafil az Európai Unióban központosított (centralizált) törzskönyvezési eljárással kapott forgalombahozatali engedélyt, így az engedélyezést végző hatóság (EMA) honlapján elérhető az elkészült európai nyilvános értékelő jelentés (EPAR) összefoglalója. Ez bemutatja, hogy az emberi felhasználásra szánt gyógyszerek bizottságának (CHMP) az elvégzett vizsgálatokon alapuló értékelése miként vezetett a gyógyszer alkalmazási feltételeire vonatkozó ajánlásokhoz.